# 谢尔格尔
谢尔格尔（Shergarh）是印度北方邦巴雷利县的一个城镇。总人口12651（2001年）。

## 人口
该地2001年总人口12651人，其中男性6643人，女性6008人；0—6岁人口2811人，其中男1426人，女1385人；识字率22.16%，其中男性为29.64%，女性为13.90%。